# Клубный чемпионат Франции по теннису среди женщин 2015
Клубный чемпионат Франции по теннису среди женщин 2015 (оно же — Женский премьер-дивизион) — традиционный показательный теннисный турнир, проводящийся в конце года во Франции.
Турнир проводится в два раунда — сначала команды разбиваются на две группы, играя каждая с каждой в один круг, а затем проводят по одной решающей встречи: лидеры групп — за чемпионский титул; пара аутсайдеров (последняя команда одной группы с предпоследней другой) матчи за право остаться в лиге.
Каждая матчевая встреча состоит из 6 встреч (4 — в одиночном разряде и 2 — в парном). В решающих матчах, в случае ничьей по итогам этих встреч играется дополнительная парная встреча.
В 2014 году турнир стартовал 16 ноября.

## Участники турнира[1]
| Клуб               | Теннисистки | Клуб                    | Теннисистки |
| ------------------ | --- | ----------------------- | --- |
| US Colomiers       | Рената Ворачова Саманта Галинье Эстель Гисар Каролина Даниэльс Эстель Касино Патриция Майр-Ахлайтнер Мария Хосе Мартинес Санчес Петра Мартич Лаура Поус-Тио Аранча Рус | TCM Denain              | Кристина Барруа Михаэла Гончова Осеан Додан Дженнифер Зербон Лаура Зигемунд Ализе Корне Александра Крунич Тадея Маерич Моника Никулеску Кирстен Флипкенс |
| Grenoble Tennis    | Флоранс Арин Ана Врлич Гаэль Деперрье Михаэлла Крайчек Андрея Миту Амра Садикович Марина Шамайко Ленка Юрикова                                                         | Lagardère Paris Racing  | Стефани Коэн-Алоро Кристина Младенович Хлоэ Паке Камиль Пен Летисия Сарразан Селима Сфар Юлия Федосова Клер Фёэрстен Петра Цетковская Амандин Эсс        |
| ASPTT Metz         | Тимея Бабош Ирина-Камелия Бегу Донна Векич Александра Каданцу Ализе Лим Юстин Оцга Александра Ре Констанс Сибиль Матильда Юханссон                                     | TC Paris                | Тимея Бачински Клотильд де Бернарди Альберта Брианти Лу Брюло Унс Джабир Жюли Куэн Мэнди Минелла Полин Пармантье Штефани Фёгеле Стефани Форетц           |
| Saint-Germain TPBV | Сибиль Баммер Юлия Бейгельзимер Морин Бёгре Гийо Андреа Ка Вероника Капшай Татьяна Ковальчук Александра Корашвили Ольга Савчук                                         | Tennis Entente Yonnaise | Маррит Бонстра Ольга Калюжная Эстрелья Кабеса Кандела Аликс Колломбьон Матильда Муньос-Гонсалвес Маллори Ноэль Даниэлла Хармсен                          |
| Thionville Moselle | Анастасия Гримальская Фиона Жерве Марина Заневская Сесиль Каратанчева Кристина Кучова Каролин Мартен Светлана Пироженко Каролина Плишкова Хелен Схольсен Дарья Юрак    | US Orléans              | Марго Брабан Бибиана Вейерс-Схофс Марта Домаховска Магали Жирар Ирина Рамьялизон Нина Цандер Маргалита Чахнашвили                                        |

## Ход соревнования

### 1-й этап

#### Группа А[2]
| Поз. | Команда            | Очки | Матчи | Сеты | Геймы | 1   | 2   | 3   | 4   | 5   |
| ---- | ------------------ | ---- | ----- | ---- | ----- | --- | --- | --- | --- | --- |
| 1.   | TC Paris           | 12   | +16   | +31  | +128  | X   | 5:1 | 5:1 | 5:1 | 5:1 |
| 2.   | Thionville Moselle | 8    | 0     | +4   | +17   | 1:5 | X   | 2:4 | 4:2 | 5:1 |
| 3.   | TCM Denain         | 8    | −2    | −4   | −5    | 1:5 | 4:2 | X   | 4:2 | 2:4 |
| 4.   | US Colomiers       | 6    | −4    | −10  | −50   | 1:5 | 2:4 | 2:4 | X   | 5:1 |
| 5.   | US Orléans         | 6    | −10   | −21  | −90   | 1:5 | 1:5 | 4:2 | 1:5 | X   |

#### Группа Б[3]
| Поз. | Команда                 | Очки | Матчи | Сеты | Геймы | 1   | 2   | 3   | 4   | 5   |
| ---- | ----------------------- | ---- | ----- | ---- | ----- | --- | --- | --- | --- | --- |
| 1.   | Saint-Germain TPBV      | 11   | +8    | +10  | +38   | X   | 3:3 | 4:2 | 5:1 | 4:2 |
| 2.   | Grenoble Tennis         | 10   | +4    | +9   | +39   | 3:3 | X   | 3:3 | 4:2 | 4:2 |
| 3.   | Lagardère Paris Racing  | 8    | +4    | +9   | +57   | 2:4 | 3:3 | X   | 3:3 | 6:0 |
| 4.   | ASPTT Metz              | 7    | −4    | −6   | −44   | 1:5 | 2:4 | 3:3 | X   | 4:2 |
| 5.   | Tennis Entente Yonnaise | 4    | −12   | −22  | −90   | 2:4 | 2:4 | 0:6 | 2:4 | X   |

### 2-й этап

#### Финал
|                 |    | TC Paris        | Saint-Germain TPBV | Счёт    | Итог |
| --------------- | -- | --------------- | ------------------ | ------- | ---- |
| Одиночные матчи | 1. | Штефани Фёгеле  | Юлия Бейгельзимер  | 6:1 6:2 | 1-0  |
| Одиночные матчи | 2. | Полин Пармантье | Ольга Савчук       | 6:3 6:3 | 2-0  |
| Одиночные матчи | 3. | Стефани Форетц  | Вероника Капшай    | 6:0 6:4 | 3-0  |
| Одиночные матчи | 4. | Жюли Куэн       | Морин Бёгре Гийо   | 6:1 6:4 | 4-0  |

Парные игры отменены.